# Mathias Normann
Mathias Antonsen Normann (ur. 28 maja 1996 w Svolvær) – norweski piłkarz występujący na pozycji pomocnika w saudyjskim klubie Al-Raed FC.

## Życiorys

### Kariera klubowa
Występował w klubach: FK Lofoten, FK Bodø/Glimt, Alta IF, Brighton & Hove Albion i Molde FK.
28 stycznia 2019 podpisał kontrakt z rosyjskim klubem FK Rostów, umowa do 30 czerwca 2022; kwota odstępnego 1,70 mln euro.

### Kariera reprezentacyjna
Występował w młodzieżowych reprezentacjach Norwegii: U-17, U-18 i U-21. 
W Reprezentacji Norwegii zadebiutował 5 września 2019 podczas eliminacji do UEFA Euro 2020 na stadionie Ullevaal Stadion w Oslo przeciwko Reprezentacji Malty, wchodząc w 76 minucie zmieniając Stefana Johansena.